# Colegio de Ingenieros (metro de Caracas)
Colegio de Ingenieros es una estación del Metro de Caracas perteneciente a la Línea 1.
Está ubicada en la Avenida Libertador de Caracas, específicamente en el sector Quebrada Honda, Parroquia El Recreo.
Justo en la salida sur de dicha estación se ubica el Boulevard Amador Bendayán y la sede del Colegio de Ingenieros de Venezuela, de donde toma su nombre. También está aledaño a la misma un sector del Parque Los Caobos y el terminal privado de pasajeros de la línea de buses Rodovías de Venezuela.
La salida norte está ubicada en la esquina San Isidro del barrio Santa Rosa. Justo allí se ubica la plaza Louis Braille. También posee una parada de transporte para subir a la avenida Andrés Bello (se puede acceder directamente sólo por vía peatonal), al barrio Pinto Salinas y la estación del teleférico Waraira Repano. 